# Dicle Nur Babat
Dicle Nur Babat (Kırklareli, 15 de setembre de 1992) és una jugadora de voleibol turca. Actualment juga al Fenerbahçe SK d'Istanbul.
També és integrant de la selecció nacional turca. Abans de Fenerbahçe ha jugat al clubs Nilüfer Belediyespor de Bursa i BJK.

## Carrera
Dicle Nur Babat va començar a jugar voleibol al planter Eczacıbaşı. Després de tres anys, va ser fitxada pel planter Vakıfbank. A la temporada 2011-12, va ser cedida al Nilüfer Belediyespor. A la següent temporada, va signar amb el Beşiktaş tornant un altre cop a Istanbul. Al final de la primera temporada, el seu equip va baixar a segona divisió després de perdre un play-off contra el Galatasaray. Van ampliar el seu contracte per un any al principi de la temporada 2013-14. A la temporada 2013-14, va obtenir el segon títol de la Copa CEV femenina amb el Beşiktaş.
Al principi de la temporada 2014-15, va anar al Fenerbahçe.
Va jugar més de 75 cops a l'equip nacional de Turquia.